# Južna Hercegovina
Južna Hercegovina ili Donja Hercegovina je mikroregija u Hercegovini. Obuhvaća dio Hercegovine koji se nalazi južnije od Mostara, a prati (lijevu) obalu rijeke Neretve. Obično joj se istočna granica aproksimira s istočnom granicom Federacije BiH, iako je u prošlosti obuhvaćala i druga područja u današnjim općinama Berkovići, Ljubinje, pa i zapad općine Trebinje. Ovo područje je važno za BiH jer je to jedini dio države koji ima izlaz na more u vidu Neumske rivijere od oko 25 km. Glavne općine ovog područja su:
- Čapljina
- Stolac
- Neum
- Ravno